# Энергетика Курской области
Энергетика Курской области — сектор экономики региона, обеспечивающий производство, транспортировку и сбыт электрической и тепловой энергии. По состоянию на конец 2020 года, на территории Курской области эксплуатировались 12 электростанций общей мощностью 4326 МВт, в том числе одна атомная электростанция и 11 тепловых электростанций. В 2019 году они произвели 25 046 млн кВт·ч электроэнергии. Особенностью энергетики региона является резкое доминирование одной электростанции — Курской АЭС, на которую приходится более 90 % всей выработки электроэнергии.

## История
Первая электростанция в Курске была построена бельгийским анонимным обществом «Сименс» (филиалом немецкой фирмы «Сименс и Гальске») и введена в эксплуатацию в 1898 году для обеспечения работы городского трамвая. С осени 1900 года эта электростанция также обеспечивала энергоснабжение системы городского уличного освещения. В 1904 году была пущена городская электростанция общего пользования мощностью 360 кВт, состоявшая из трёх генераторов постоянного тока, приводившихся в действие паровыми машинами, к 1916 году её мощность была увеличена до более чем 650 кВт. В 1911 году электростанция появилась и в Рыльске. К началу 1920 годов в сельской местности работало ещё несколько небольших электростанций, как тепловых, так и малых ГЭС.
В 1929 году в Курске функционировали три городские электростанции: электростанция освещения мощностью 700 кВт, трамвайная электростанция мощностью 220 кВт и электростанция в Ямской слободе. Но их мощностей не хватало, в связи с чем было принято решение о строительстве новой крупной станции — Курской ЦЭС. Ее начали сооружать в 1929 году рядом с городской электростанцией, первый турбоагрегат мощностью 2,5 МВт был пущен в 1934 году, в 1938 году был введён в эксплуатацию второй турбоагрегат мощностью 3 МВт. В годы Великой Отечественной войны электростанция была частично разрушена, но в 1943—1946 годах восстановлена; на время восстановления Курской ЦЭС в городе работал энергопоезд. В 1956 году станция была переведена в теплофикационный режим и в 1964 году сменила название на Курскую ТЭЦ-4. В 1931 году в Курске изобретателем А. Г. Уфимцевым была построена экспериментальная ветроэнергетическая установка мощностью 3,5 кВт с инерционно-кинетическим накопителем энергии, эксплуатировавшаяся до 1957 года и сохранившаяся до наших дней.
В послевоенное время были начаты активные работы по электрификации сельской местности, первоначально путём сооружения небольших местных электростанций — тепловых и малых ГЭС. В 1952 году было начато строительство новой крупной электростанции в Курске — Курской ТЭЦ-1, её первый турбоагрегат мощностью 25 МВт был введён в эксплуатацию в 1955 году, впоследствии станция неоднократно расширялась. В 1958 году было образовано районное энергетическое управление (РЭУ) «Курскэнерго», в состав которого вошли Курская ТЭЦ-1, Курская ТЭЦ-4, электрические сети, а также обеспечивавшие энергоснабжение отдельных предприятий (и впоследствии демонтированные) ТЭЦ-2 и ТЭЦ-4.
Развитие в 1960-х годов промышленности на базе месторождений Курской магнитной аномалии потребовало создания нового мощного источника электроэнергии. Первоначально в качестве такового планировалась тепловая электростанция на угле мощностью 2400 МВт, но в связи с сложностями в снабжении её топливом в 1966 году было принято решение о строительстве Курской АЭС. Возведение станции было начато в 1970, первый энергоблок был введён в эксплуатацию в 1976 году, второй — в 1979 году, третий — в 1983 году и четвёртый — в 1985 году. Начатое в 1985 году строительство пятого энергоблока, не смотря на его высокую степень готовности, так и не было завершено в связи с экономическими проблемами и использованием в его конструкции реактора «чернобыльского» типа РБМК-1000.
В 2011 году работавшая с 1985 года ТЭЦ Северо-Западного района Курска была преобразована в электростанцию (получившую название Курская ТЭЦ СЗР) путём строительства на площадке котельной парогазовой установки мощностью 116,9 МВт. От запланированного строительства аналогичной установки на территории Курской ТЭЦ-1 было решено отказаться. В 2013 году в Курске была введена в эксплуатацию ТЭЦ АО «ТЭСК», обеспечившая энергоснабжение жилого района Северный.
Перспективы развития электроэнергетики региона связаны со строительством Курской АЭС-2 проектной мощностью 5020 МВт с реакторами ВВЭР-ТОИ, которая должна заменить Курскую АЭС. Строительство первых двух энергоблоков Курской АЭС-2 было начато в 2018—2019 годах, пуск первого энергоблока намечен на 2025 год. В декабре 2021 года в связи с достижением предельно установленного срока службы был выведен из эксплуатации первый энергоблок Курской АЭС. Также на конец 2020 года был намечен ввод в эксплуатацию первого объекта возобновляемой энергетики региона — электростанции мощностью 2,1 МВт, использующей в качестве топлива биогаз, получаемый при переработке осадка сточных вод очистных сооружений Курска .

## Генерация электроэнергии
По состоянию на конец 2021 года, на территории Курской области эксплуатировались 12 электростанций общей мощностью 3326 МВт. В их числе одна атомная электростанция — Курская АЭС и 11 тепловых электростанций — Курская ТЭЦ-1, Курская ТЭЦ-4, Курская ТЭЦ СЗР, ТЭЦ АО «ТЭСК», а также семь электростанций промышленных предприятий (блок-станций). Особенностью энергетики региона является доминирование одной станции — Курской АЭС, обеспечивающей более 90 % выработки электроэнергии.

### Курская АЭС
Расположена у г. Курчатов, крупнейшая электростанция региона. Энергоблоки Курской АЭС введены в эксплуатацию в 1976—1985 годах. Установленная мощность станции — 3000 МВт, фактическая выработка электроэнергии в 2019 году — 23 847,2 млн кВт·ч. Оборудование станции включает в себя три энергоблока с реакторами РБМК-1000 мощностью по 1000 МВт. Принадлежит АО «Концерн Росэнергоатом».

### Курская ТЭЦ-1
Расположена в г. Курске, один из основных источников теплоснабжения города. Паротурбинная теплоэлектроцентраль, в качестве топлива использует природный газ. Эксплуатируемые в настоящее время турбоагрегаты введены в эксплуатацию в 1958 и 1998 годах, при этом сама станция эксплуатируется с 1955 года. Установленная электрическая мощность станции — 125 МВт, тепловая мощность — 904 Гкал/час. Фактическая выработка электроэнергии в 2019 году — 307 млн кВт·ч. Оборудование станции включает в себя два турбоагрегата мощностью 60 МВт и 65 МВт, четыре котлоагрегата и шесть водогрейных котлов. Принадлежит ПАО «Квадра».

### Курская ТЭЦ-4
Расположена в г. Курске, один из основных источников теплоснабжения города. Паротурбинная теплоэлектроцентраль (фактически — водогрейная котельная с попутной выработкой электроэнергии), в качестве топлива использует природный газ. Эксплуатируемый в настоящее время турбоагрегат введены в эксплуатацию в 1982 году, при этом сама станция эксплуатируется с 1934 года, являясь старейшей электростанцией региона. Установленная электрическая мощность станции — 4,8 МВт, тепловая мощность — 388 Гкал/час. Фактическая выработка электроэнергии в 2019 году — 29,4 млн кВт·ч. Оборудование станции включает в себя один турбоагрегат, четыре котлоагрегата и четыре водогрейных котла. Принадлежит ПАО «Квадра».

### Курская ТЭЦ СЗР
Расположена в г. Курске, один из основных источников теплоснабжения города. Парогазовая теплоэлектроцентраль, совмещённая с водогрейной котельной, в качестве топлива использует природный газ. Турбоагрегаты введены в эксплуатацию в 2011 году, при этом как котельная эксплуатируется с 1985 года. Установленная электрическая мощность станции — 116,9 МВт, тепловая мощность — 716,7 Гкал/час. Фактическая выработка электроэнергии в 2019 году — 812,2 млн кВт·ч. Парогазовая часть станции представляет собой энергоблок, включающий две газотурбинные установки мощностью 45,7 МВт и 45,3 МВт, два котла-утилизатора и паротурбинную установку мощностью 25,9 МВт. В водогрейной котельной смонтированы шесть водогрейных котлов. Принадлежит ПАО «Квадра».

### ТЭЦ АО «ТЭСК»
Расположена в г. Курске, обеспечивает энергоснабжение жилого района Северный. Газопоршневая теплоэлектроцентраль, совмещённая с водогрейной котельной, в качестве топлива использует природный газ. Агрегаты станции введены в эксплуатацию в 2013—2019 годах. Установленная электрическая мощность станции — 20,3 МВт, тепловая мощность — 153,9 Гкал/час. Фактическая выработка электроэнергии в 2019 году — 812,2 млн кВт·ч. Газопоршневая часть станции включает в себя 10 газопоршневых агрегатов, и которых шесть имеют мощность по 1,948 МВт и четыре — по 2,141 МВт, с системами утилизации тепла. В водогрейной котельной смонтированы четыре водогрейных котла.

### Электростанции промышленных предприятий
В Курской области эксплуатируется семь электростанций промышленных предприятий (блок-станций), обеспечивающих энергоснабжение сахарных заводов и работающих на природном газе. Большинство из них не работают параллельно с энергосистемой:
- ТЭЦ ОАО «Кривец-сахар» — расположена в с. Сейм Мантуровского района. Мощность станции — 12 МВт, оборудование станции включает в себя два турбоагрегата мощностью по 6 МВт, введённых в эксплуатацию в 1976 году;
- ТЭЦ ООО «Курсксахаропром» филиал Золотухинский — расположена в п. Солнечный Золотухинского района. Мощность станции — 12 МВт, оборудование станции включает в себя два турбоагрегата мощностью по 6 МВт, введённых в эксплуатацию в 1985 году;
- ТЭЦ ОАО «Кшенский сахарный завод» — расположена в п. Кшенский Советского района. Мощность станции — 12 МВт, не работает параллельно с энергосистемой;
- ТЭЦ ЗАО «Олымский сахарный завод» — расположена в п. Олымский Касторенского района. Мощность станции — 6 МВт, не работает параллельно с энергосистемой;
- ТЭЦ ООО «Промсахар» — расположена в п. им. Куйбышева Рыльского района. Мощность станции — 6 МВт; не работает параллельно с энергосистемой;
- ТЭЦ ОАО «Сахарный комбинат Льговский» — расположена в г. Льгов. Мощность станции — 6 МВт, не работает параллельно с энергосистемой;
- ТЭЦ ООО «Сахаринвест» — расположена в с. Любимовка Большесолдатского района. Мощность станции — 5 МВт, не работает параллельно с энергосистемой.

## Потребление электроэнергии
Потребление электроэнергии в Курской области (с учётом потребления на собственные нужды электростанций и потерь в сетях) в 2019 году составило 8502 млн кВт·ч, максимум нагрузки — 1184 МВт. Таким образом, область является энергоизбыточным регионом. В структуре потребления электроэнергии в регионе лидирует промышленность (в первую очередь горнодобывающая) — около 62 %, потребление населением составляет около 10 %. Крупнейшие потребители электроэнергии (по итогам 2019 года): Михайловский ГОК — 2631 млн кВт·ч, ООО «Курскхимволокно» — 95 млн кВт·ч. Функции гарантирующего поставщика электроэнергии выполняет АО «АтомЭнергоСбыт».

## Электросетевой комплекс
Энергосистема Курской области входит в ЕЭС России, являясь частью Объединённой энергосистемы Центра, находится в операционной зоне филиала АО «СО ЕЭС» — «Региональное диспетчерское управление энергосистем Курской, Орловской и Белгородской областей» (Курское РДУ). Энергосистема региона связана с энергосистемами Белгородской области по одной ВЛ 750 кВ, одной ВЛ 330 кВ и четырём ВЛ 110 кВ, Брянской области по одной ВЛ 750 кВ и одной ВЛ 220 кВ, Орловской области по одной ВЛ 220 кВ и трём ВЛ 110 кВ, Липецкой области по одной ВЛ 110 кВ, Украины по одной ВЛ 750 кВ, двум ВЛ 330 кВ и двум ВЛ 110 кВ.
Общая протяженность линий электропередачи напряжением 110—750 кВ составляет 3478,8 км, в том числе линий электропередачи напряжением 750 кВ — 300,4 км, 330 кВ — 674,1 км, 220 кВ — 2,7 км, 110 кВ — 2501,7 км. Магистральные линии электропередачи напряжением 220—500 кВ эксплуатируются филиалом ПАО «ФСК ЕЭС» — «Чернозёмное ПМЭС», распределительные сети напряжением 110 кВ и ниже — филиалом ПАО «Россети Центр» — «Курскэнерго» (в основном) и территориальными сетевыми организациями.